# Timo Werner
Timo Werner (* 6. März 1996 in Stuttgart) ist ein deutscher Fußballspieler. Der Stürmer steht bei RB Leipzig unter Vertrag und war A-Nationalspieler.

## Herkunft und Ausbildung
Werner wurde im Stuttgarter Stadtbezirk Bad Cannstatt geboren und wuchs im Nachbarbezirk Münster auf. Sein Vater ist der ehemalige Fußballprofi Günther Schuh, der für die Stuttgarter Kickers spielte. Werner trägt den Nachnamen seiner Mutter Sabine.
Parallel zu seiner Fußballkarriere legte Werner im Frühjahr 2014 am Wirtemberg-Gymnasium im Stadtbezirk Untertürkheim, einer Eliteschule des Sports, das Abitur ab.
Seit 2025 ist Werner mit seiner Frau Paula verheiratet.

## Karriere

### Verein

#### VfB Stuttgart
Werner wechselte als F-Jugendlicher vom Cannstatter Verein TSV Steinhaldenfeld zum VfB Stuttgart und spielte in der Jugend durchgehend für die Cannstatter, beispielsweise mit Serge Gnabry und Joshua Kimmich, auf die er später wieder in der A-Nationalmannschaft treffen sollte. In der Saison 2012/13 war Werner bereits für die A-Jugend des VfB in der A-Junioren-Bundesliga aktiv, obwohl er in dieser Spielzeit auch noch für die U17 spielberechtigt gewesen wäre. Er wurde am Saisonende mit 24 Treffern Torschützenkönig der Staffel Süd/Südwest. In der folgenden Saison absolvierte der Stürmer die Saisonvorbereitung mit der ersten Mannschaft der Schwaben.

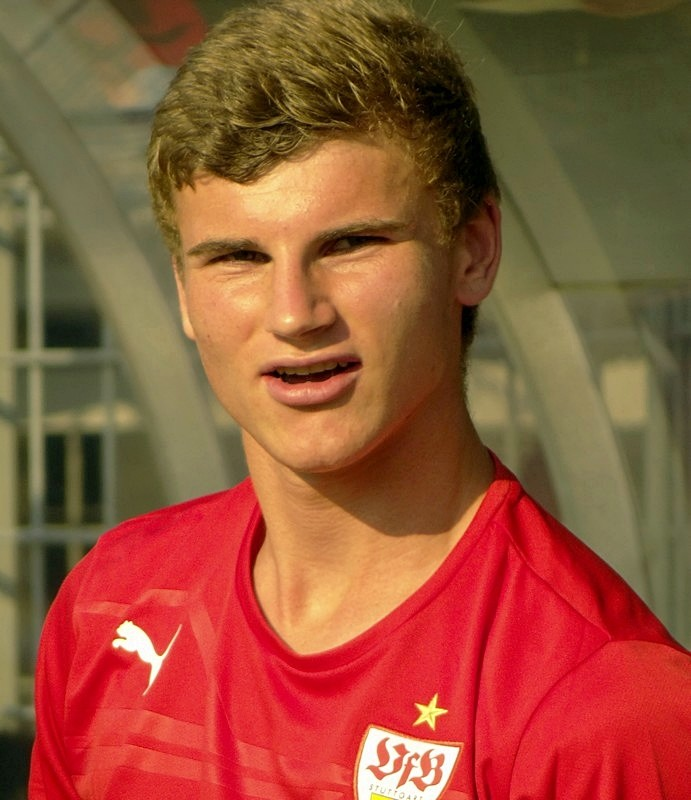
Timo Werner beim VfB Stuttgart, 2013

Am 1. August 2013 gab Werner im Hinspiel der 3. Qualifikationsrunde der UEFA Europa League 2013/14 gegen Botew Plowdiw in der Startelf sein Pflichtspieldebüt für die erste Mannschaft des VfB Stuttgart. Mit 17 Jahren, 4 Monaten und 25 Tagen wurde er zum bisher jüngsten Pflichtspieldebütanten in der Bundesligamannschaft des VfB. Drei Tage nach seinem Profidebüt absolvierte er im DFB-Pokal 2013/14 in der ersten Runde gegen den BFC Dynamo sein erstes nationales Pokalspiel für die erste Mannschaft der Schwaben.
Als bester deutscher Nachwuchsspieler der Altersklasse U17 erhielt Werner vom DFB die Fritz-Walter-Medaille in Gold. Er debütierte am 17. August 2013, dem 2. Spieltag der Bundesligasaison 2013/14, mit dem VfB Stuttgart gegen Bayer 04 Leverkusen in der Bundesliga. Mit 17 Jahren und 164 Tagen ist Werner der jüngste Bundesligadebütant des VfB Stuttgart; er löste damit Gerhard Poschner ab. Am 1. September 2013, dem 4. Spieltag der gleichen Saison, stand er gegen die TSG 1899 Hoffenheim zum ersten Mal in der Startelf eines Bundesligaspiels. Er steuerte dabei zwei Vorlagen zum 6:2-Heimsieg der Stuttgarter bei. Am 6. Spieltag erzielte er im Heimspiel gegen Eintracht Frankfurt seinen ersten Treffer, der ihn zum jüngsten Bundesligatorschützen in der bisherigen Vereinsgeschichte des VfB Stuttgart machte. Weiterhin ist er der bisher jüngste Doppeltorschütze der Bundesliga: Im Spiel gegen den SC Freiburg erzielte er am 12. Spieltag die Tore zum 2:0 und zum 3:1-Endstand für den VfB.
Am 6. März 2014, seinem 18. Geburtstag, unterschrieb Werner beim VfB Stuttgart einen bis Ende Juni 2018 datierten Profivertrag.

#### RB Leipzig

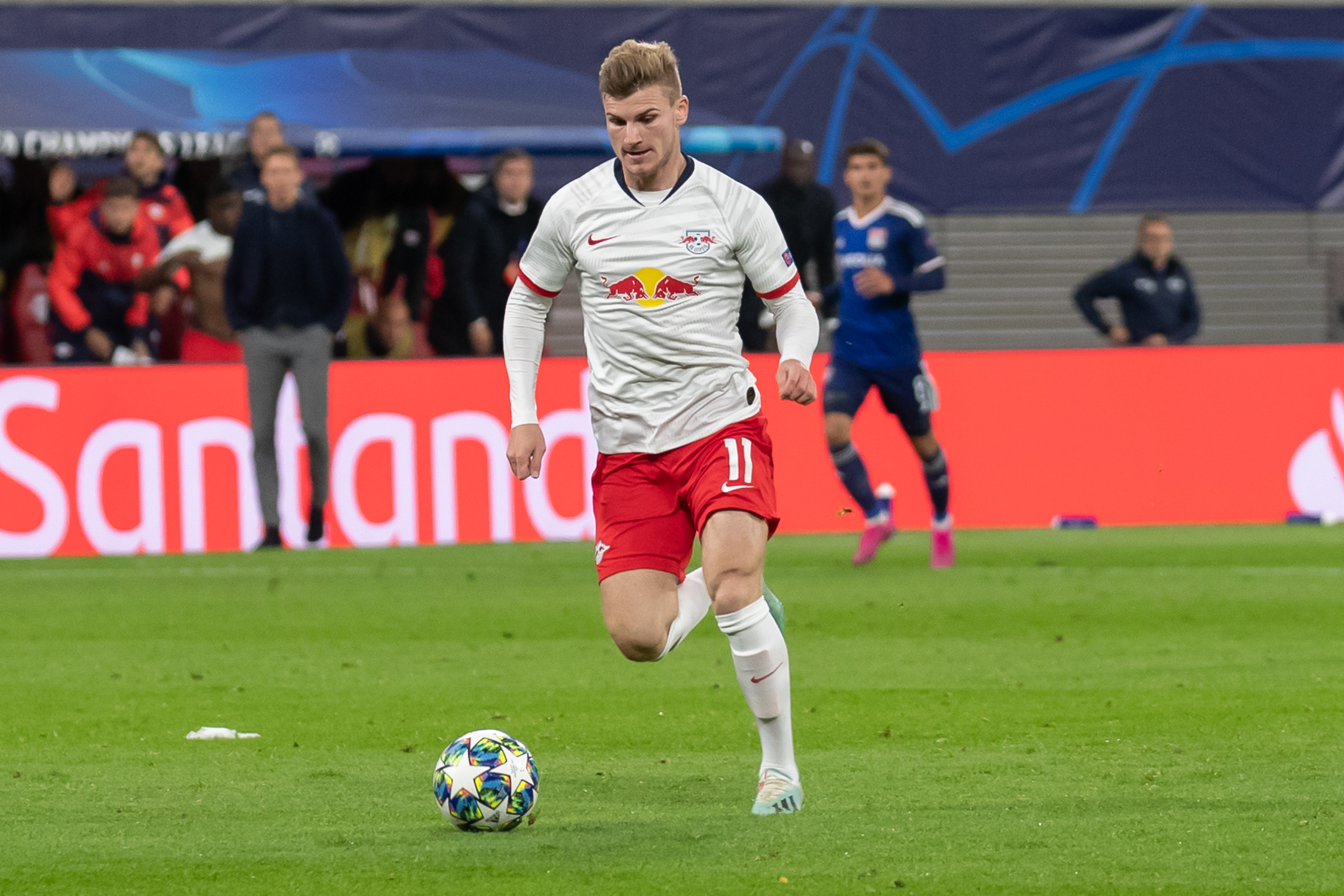
Werner im Trikot von RB Leipzig, 2019

Im Sommer 2016 wechselte Werner vom zuvor aus der Bundesliga abgestiegenen VfB Stuttgart zu RB Leipzig und erhielt dort einen Vierjahresvertrag. Für Aufmerksamkeit sorgte Werner, nachdem er beim Bundesligaspiel gegen den FC Schalke 04 am 4. Dezember 2016 in eine strittige Elfmeterentscheidung verwickelt war. Ihm wurde in zahlreichen Medienberichten eine Schwalbe und somit unfaires Spielverhalten vorgeworfen. Er gab die Schwalbe auch zu, wies aber auch auf seine Beeinträchtigung durch ein unmittelbar vorheriges Foul, sein Zugeben einer Nichtberührung durch den Schalker Torwart gegenüber den Gegenspielern schon auf dem Platz und das unterbliebene Nachfragen des Schiedsrichters Bastian Dankert hin.
In der Saison 2016/17 erzielte Werner in 31 Spielen für den Bundesliganeuling RB Leipzig 21 Tore und 7 Vorlagen, womit er den vierten Platz in der Torjägerliste belegte und der erfolgreichste deutsche Torschütze war. RB Leipzig schloss die Spielzeit mit 67 Punkten auf dem zweiten Platz ab, was die direkte Champions-League-Qualifikation für die Saison 2017/18 hieß. Im DFB-Pokal 2016/17 schied Leipzig in der ersten Runde gegen Dynamo Dresden aus (7:6 n. E.). Die Saison 2017/18 beendete RB Leipzig auf dem 6. Platz. Werner erzielte 13 Tore und 8 Vorlagen, in den europäischen Wettbewerben schoss er in 11 Partien 7 Tore. Ein Saisonhöhepunkt war der 2:1-Sieg gegen Bayern München, wo Werner den Siegtreffer erzielte. In der Bundesliga-Saison 2018/19 qualifizierte sich Leipzig als Tabellendritter mit 66 Punkten erneut für die Königsklasse. Werner selbst steuerte 16 Tore bei und 9 Vorlagen. Leipzig schaffte die Qualifikation für die Europa League, schied aber in der darauffolgenden Gruppenphase aus. Im DFB-Pokal lief es hingegen besser, Leipzig schaffte es in das Finale, verlor jedoch in Berlin 0:3 gegen Bayern München.
Anfang 2019 bot RB Leipzig Werner eine Vertragsverlängerung an, die er jedoch zunächst ablehnte, da er einen Wechsel zu Bayern München forcieren wollte. Der damalige Cheftrainer und Sportdirektor Ralf Rangnick riet Werner zu einem Verbleib. Werners Vertrag besaß nur bis zum Sommer 2020 Gültigkeit, wodurch Vorstandschef Oliver Mintzlaff einen Verbleib ohne Vertragsverlängerung und somit einen ablösefreien Transfer im Sommer 2020 ausschloss. Rund fünf Monate später legte er dem Spieler und dessen Berater ein weiteres Angebot vor. Ende August 2019 verlängerte Werner schließlich seinen Vertrag in Leipzig, der eine Ausstiegsklausel enthielt, bis zum 30. Juni 2023.
In der Saison 2019/20 spielte Werner unter dem neuen Cheftrainer Julian Nagelsmann mit Leipzig erneut in der Champions League und erreichte mit dem Verein erstmals das Achtelfinale, in dem man wiederum Tottenham Hotspur besiegen konnte. Nach seiner besten Hinrunde in der Bundesliga (18 Tore, sechs Vorlagen) holte der Stürmer mit RB dessen erste Herbstmeisterschaft. Am Ende wurde er mit Leipzig erneut Dritter und wurde mit 28 Treffern hinter dem Polen Robert Lewandowski zum besten Bundesliga-Torschützen der Saison. Darüber hinaus überholte der Schwabe durch die zwei Treffer in seinem letzten Pflichtspiel für RB Daniel Frahn, der bis dahin 93 Tore geschossen hatte, und wurde zum neuen Rekordtorschützen des Vereins.

#### FC Chelsea
Zur Saison 2020/21 wechselte Werner in die Premier League zum FC Chelsea. Anders als zuvor in Leipzig wurde er bei den Londonern vermehrt auf dem linken Flügel als Gegenpart zu Kai Havertz oder Hakim Ziyech auf Rechts eingesetzt, wohingegen Tammy Abraham oder Olivier Giroud das Sturmzentrum besetzten. Dies führte dazu, dass sich Werner häufiger in Ballbesitz befand und ins Dribbling gehen musste, anstatt sich mithilfe seiner Schnelligkeit ohne Ball Räume verschaffen zu können. Der Angreifer, der zwischen November 2020 und Januar 2021 nicht in einem Pflichtspiel traf, wurde öffentlich von Trainer Frank Lampard kritisiert und äußerte selbst, noch Probleme mit der Umgewöhnung auf die Premier League zu haben. Werner gab an, die körperliche Härte in der Liga im Vorfeld nicht korrekt eingeschätzt zu haben, verwies aber auch auf den Umstand, dass Chelsea in drei nationalen Wettbewerben sowie in der Champions League spielen würde. Unter Trainer Thomas Tuchel, der die Mannschaft im Januar 2021 übernahm, gewann er mit Chelsea im Frühjahr 2021 die Champions League. Auf dem Weg dahin war der Stürmer viermal vor dem Tor erfolgreich gewesen und hatte zwei Treffer aufgelegt; der beste Scorer des Teams, Giroud, wies am Ende des Wettbewerbs dieselbe Punktzahl auf. Unter Tuchel gelangen Werner, der nun wieder ins Sturmzentrum verschoben wurde, wie bereits in der Hinrunde auch in der Rückserie neun direkte Torbeteiligungen. Bei den Siegen gegen die Konkurrenten Tottenham, Sheffield, Manchester City und Leicester profitierten seine Teamkollegen jeweils spielentscheidend von seinen Assists, bei West Ham traf er hingegen selbst zum 1:0-Endstand.
Im Sommer 2021 verpflichtete der FC Chelsea nach dem Abgang Olivier Girouds den belgischen Mittelstürmer Romelu Lukaku, der bereits acht Jahre zuvor letztmals für den Verein aktiv gewesen war. In der Königsklasse wurden Lukaku und Werner im Wechsel eingesetzt, im letzten Gruppenspiel gegen Zenit St. Petersburg allerdings als Doppelspitze; hier schoss Werner beim 3:3 zwei Tore und assistierte dem Belgier beim dritten Treffer. Nachdem das Viertelfinalhinspiel gegen den späteren Wettbewerbssieger Real Madrid mit 1:3 verloren gegangen war, stand es im Rückspiel nach Ablauf der regulären Spielzeit durch ein Tor und eine Vorlage Werners sowie einen weiteren Treffer 3:1 für Chelsea. Karim Benzema erzielte jedoch in der Verlängerung das 2:3, woraufhin der Titelverteidiger aus dem Turnier ausschied. Bereits vor Beginn der Pflichtspielsaison hatten die beiden Spieler und ihr Team den UEFA Super Cup gewonnen, im Winter folgte die FIFA-Klub-Weltmeisterschaft. In der Premier League verpasste Chelsea erneut den Titel und auch hier setzte Trainer Tuchel Lukaku und Werner häufig getrennt voneinander und manches Mal gemeinsam ein. Dem Deutschen gelangen in der Hinserie nur zwei Scorerpunkte, mehrere Spiele verpasste er verletzungsbedingt sowie in Folge einer COVID-19-Infektion, in der Rückserie folgten drei weitere Treffer. Am Saisonende hatten sowohl Werner als auch Lukaku jeweils 17 Scorerpunkte gesammelt, wohingegen der Deutsche hierfür sogar sechs Partien weniger benötigt hatte als sein Konkurrent. Allerdings hatte Werner fünf seiner Scorerpunkte im FA-Cup gegen niederklassigere Gegner gesammelt. Überflügelt wurden beide hingegen vom jüngeren Mason Mount, der mit 29 direkten Torbeteiligungen der effektivste Scorer der Mannschaft gewesen war.

#### Rückkehr nach Leipzig
In der Sommerpause 2022 verpflichtete der FC Chelsea mit dem englischen Nationalstürmer Raheem Sterling einen weiteren direkten Konkurrenten im Angriff. Werner kehrte daraufhin Anfang August 2022 vor dem 2. Spieltag der Bundesligasaison 2022/23 zu RB Leipzig zurück und unterschrieb einen Vertrag bis zum 30. Juni 2026. Die Ablösesumme lag bei 20 Millionen Euro. In der UEFA-Champions-League-Saison 2022/23 erlitt Werner im letzten Spiel der Gruppenphase gegen Schachtar Donezk einen Riss des Syndesmosebands und verpasste dadurch die WM 2022 in Katar mit der Nationalmannschaft sowie drei Spiele für RB Leipzig. Am 28. Spieltag erzielte Werner beim 3:2-Sieg im Heimspiel gegen die TSG 1899 Hoffenheim einen Doppelpack und damit sein 99. und 100. Bundesligator. Unter den aktiven Bundesligaspielern hatten zu diesem Zeitpunkt nur Thomas Müller (143 Tore) und Marco Reus (150 Tore) mehr Tore erzielt als Werner. Mit 22 Scorerpunkten war Werner, der mit RB die letzten fünf Ligaspiele allesamt gewann, im Gegenzug aber beispielsweise im Champions-League-Achtelfinalrückspiel mit 0:7 gegen Manchester City verlor, der zweitbeste Scorer der Mannschaft. Überflügelt wurde er von Christopher Nkunku, der zehn direkte Torbeteiligungen mehr vorzuweisen hatte und im darauffolgenden Sommer zu Werners altem Arbeitgeber Chelsea wechselte. Mit nur zwei Gegentreffern im gesamten Wettbewerb verteidigten die Leipziger im Frühjahr 2023 durch ein 2:0 über Eintracht Frankfurt den DFB-Pokal, Werner war hinter dem Frankfurter Randal Kolo Muani der zweitbeste Torschütze des Wettbewerbs.
Bis zur Winterpause der Spielzeit 2023/24 wurde der Stürmer in nur 14 von 25 Pflichtspielen eingesetzt, davon viermal von Beginn an, und steuerte zwei Tore sowie eine Vorlage bei. Verantwortlich für eine vergleichsweise geringe Einsatzzeit von 386 Minuten waren zum einen kleinere Verletzungsperioden und zum anderen die Tatsache, dass der Neuzugang Loïs Openda, der in nur zwei Partien nicht in der Startformation stand, entweder allein im Angriff auflief oder Partner wie Benjamin Šeško und Yussuf Poulsen zur Seite gestellt bekam. Openda stand im Vergleich nach den ersten 16 Spieltagen bei 16 Scorerpunkten und somit innerhalb der „Top 5“ der Liga. Mit RB Leipzig gewann Werner im ersten Saisonspiel den DFL-Supercup nach einem 3:0-Erfolg über den FC Bayern München. In diesem Spiel bereitete er das zweite von drei Toren seines Mitspielers Dani Olmo vor.

#### Tottenham Hotspur
Innerhalb der Wintertransferperiode wechselte Werner vorerst bis zum Saisonende zurück in die Premier League, wo er sich leihweise Tottenham Hotspur anschloss. Bei den Londonern reagierte man unter anderem auf die Abstellung des Stürmers Heung-min Son zur Teilnahme an der Asienmeisterschaft. Vier Liga- sowie ein FA-Cup-Spiel blieben dem Leihspieler, bevor Son wieder in die Startformation zurückkehrte. In zwei dieser vier Spiele bereitete Werner je einen Treffer vor und schied mit Tottenham in der 4. Runde des Pokals gegen den Titelverteidiger Manchester City aus. Nach der Rückkehr Sons profitierte Werner vom verletzungsbedingten Ausfall Richarlisons und steuerte zwei Tore bei. Anfang März 2024 resümierte Eurosport, Werner würde in London „wieder aufblühen“. Ab dem 29. Spieltag blieb der Angreifer allerdings torlos und musste schließlich im Londoner Derby gegen Arsenal am 35. Spieltag verletzt ausgewechselt werden. Wenig später bestätigte der Verein, der sich noch mitten im Kampf um die Europapokalplätze befand, das vorzeitige Saisonaus des Deutschen, der so erneut ein Turnier der Nationalmannschaft verpasste. Nach Saisonende verlängerten beide Vereine den Leihvertrag bis 30. Juni 2025, anschließend bestand eine Kaufoption. In seinem zweiten Jahr bei Tottenham gelang es Werner nicht, sich nachhaltig für einen Stammplatz zu empfehlen. Bis zum Jahreswechsel schoss er sein einziges Tor im League-Cup, in der Liga konnte er zumindest noch drei Treffer vorbereiten. Unter anderem aufgrund einer Oberschenkelverletzung, die ihn mehrere Wochen außer Gefecht setzte, wurde der Stürmer nicht für die Finalrunde der Europa League gemeldet, stattdessen registrierte man den erst im Winter geholten Leihstürmer Mathys Tel. Darüber hinaus gab es aber auch Probleme mit Trainer Ange Postecoglou, der über seinen Spieler nach einem 1:1 in der Europa League gegen die Glasgow Rangers sagte: „Seine Leistung war nicht akzeptabel. Er hat bei weitem nicht das Level gebracht, das er bringen sollte. Wenn ich von jüngeren Spielern verlange, einen guten Job zu machen, erwarte ich das erst recht von den erfahrenen Spielern“. Hieraus resultierend wurde Werner nach seiner Rückkehr im Februar 2025 nur noch ein einziges Mal eingesetzt und saß schließlich bis Saisonende nur noch auf der Tribüne. Ohne sein weiteres Zutun gewannen seine Mannschaftskameraden Ende Mai 2025 in einem rein englischen Finale gegen Manchester United erstmals die Europa League.

#### Erneute Rückkehr nach Leipzig
Zur Vorbereitung auf die Spielzeit 2025/26 wird Werner zu RB Leipzig zurückkehren.

### Nationalmannschaft

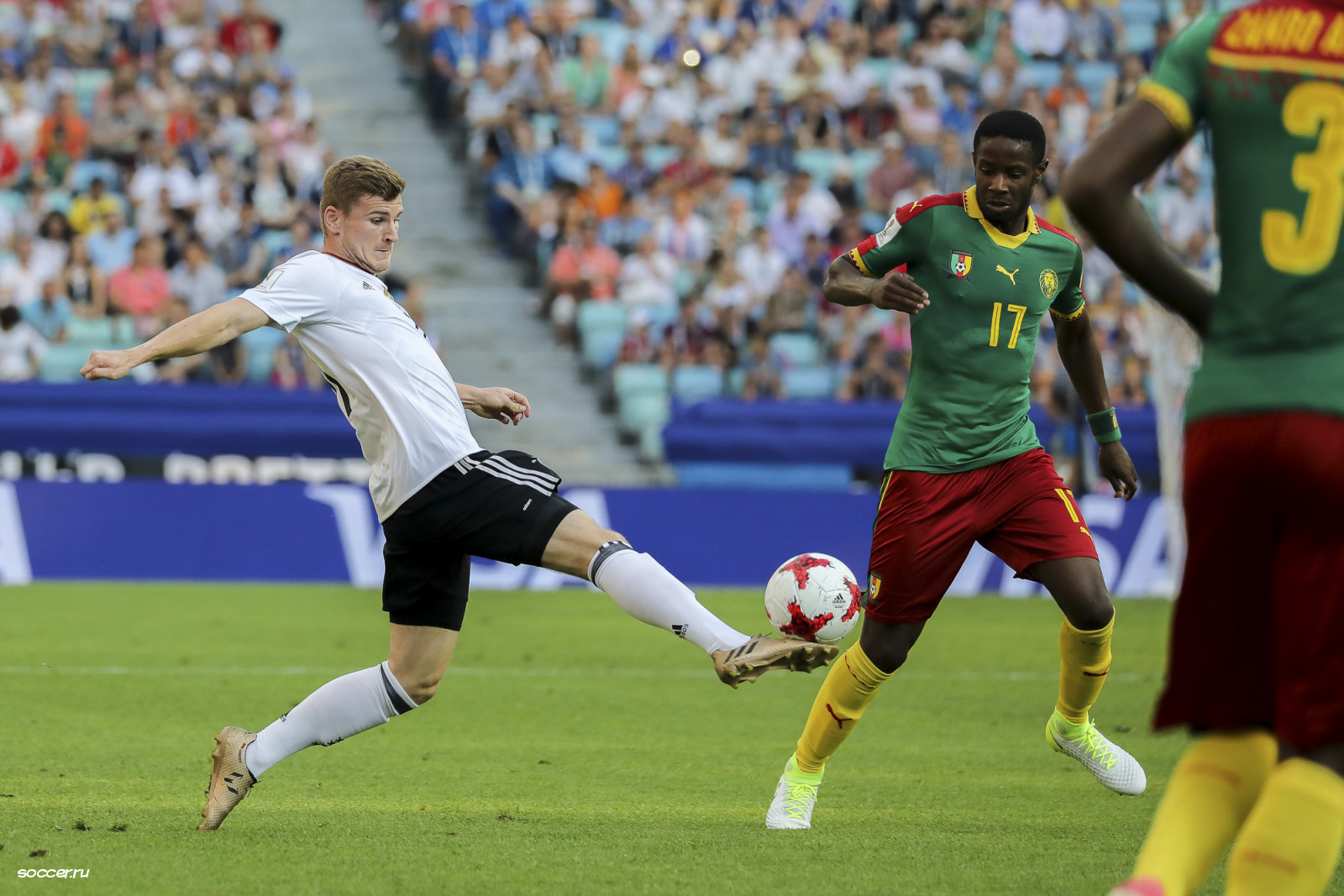
Werner (links) im Duell gegen Kameruns Arnaud Djoum beim Konföderationen-Pokal 2017

Am 9. November 2010 debütierte Werner für die deutsche U15-Nationalmannschaft gegen Polen und erzielte dabei einen „lupenreinen“ Hattrick. Bei seinem Debüt für die U16-Nationalmannschaft des DFB am 19. September 2011 gegen Schottland erzielte er einen Treffer. Er absolvierte am 14. April 2012 gegen Österreich sein erstes Spiel für das deutsche U17-Nationalteam und wurde anschließend für die U17-Europameisterschaft 2012 nominiert. Er wurde mit Deutschland bei diesem Turnier Vizeeuropameister und war im Endspiel gegen die Niederlande über die volle Spieldistanz im Einsatz. Am 30. Mai 2013 gab Werner zwei Monate nach seinem 17. Geburtstag sein Debüt für die deutsche U19-Nationalmannschaft gegen Dänemark und war mit einem erzielten Tor erfolgreich.
Bei der U19-Europameisterschaft 2015 schoss er im abschließenden Gruppenspiel gegen Russland das Tor zum 2:2-Endstand. In seinem ersten Spiel für die deutsche U21-Nationalmannschaft erzielte Werner gegen Dänemark am 3. September 2015 den Ausgleichstreffer.
Am 17. März 2017 nominierte Bundestrainer Joachim Löw Timo Werner das erste Mal für den Kader der deutschen Nationalmannschaft für die Länderspiele gegen England am 22. März 2017 und gegen Aserbaidschan am 26. März 2017. Er ist somit der erste deutsche A-Nationalspieler von RB Leipzig. Am 22. März 2017 gab er beim 1:0-Sieg im Westfalenstadion in Dortmund gegen England sein Startelfdebüt.
Werner stand im Kader der Nationalmannschaft beim Konföderationen-Pokal im Sommer 2017. Am 25. Juni 2017 schoss er beim dritten Gruppenspiel gegen Kamerun seine ersten beiden Länderspieltore. Er gewann bei diesem Wettbewerb den Goldenen Schuh des Torschützenkönigs. Außerdem gewann er mit der deutschen Nationalmannschaft am 2. Juli 2017 gegen Chile das Finale mit 1:0. Am Siegtreffer durch Lars Stindl war er als Vorbereiter beteiligt.
Bei der Weltmeisterschaft 2018 stand Werner am 17. Juni 2018 bei der 0:1-Auftaktniederlage gegen Mexiko im Luschniki-Stadion von Moskau in der Startelf. Beim 2:1-Sieg in der zweiten Vorrundenbegegnung gegen Schweden fünf Tage später in Sotschi, bei dem er wieder zur Startelf gehörte, bereitete er den Ausgleichstreffer von Marco Reus vor. Auch gegen Südkorea war er gesetzt, konnte aber die 0:2-Niederlage und somit das Ausscheiden als Letzter der Gruppe nicht verhindern.
Mit der deutschen Auswahl erreichte Werner, der torlos blieb, bei der Europameisterschaft 2021 das Achtelfinale, wo Deutschland gegen England ausschied.
Aufgrund eines Syndesmosebandrisses konnte Werner an der Weltmeisterschaft 2022 nicht teilnehmen.

## Erfolge

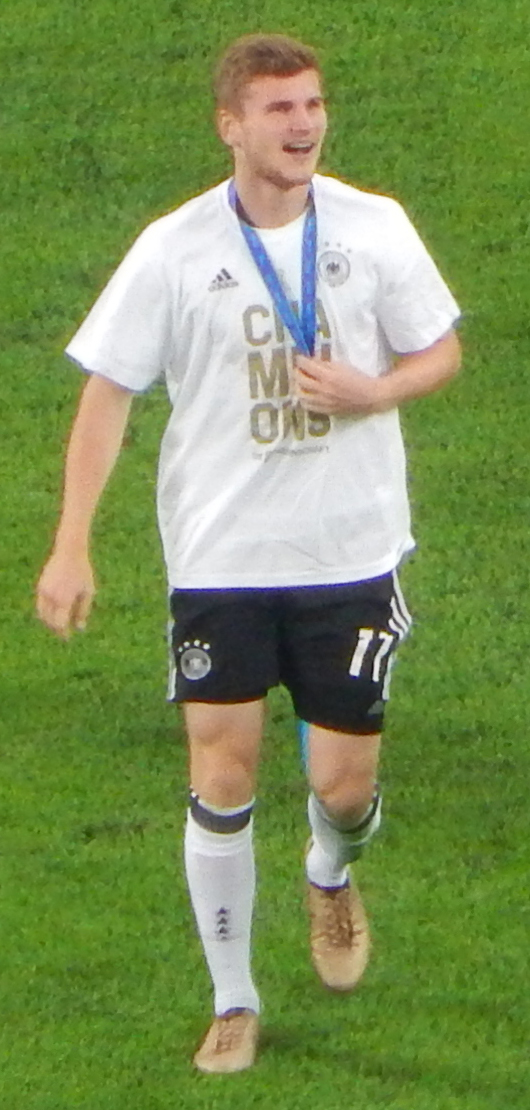
Werner nach dem Gewinn des FIFA-Konföderationen-Pokals 2017

### Nationalmannschaft
- Confed-Cup-Sieger: 2017

### Vereine
International
- FIFA Klub-Weltmeisterschaft: 2021
- UEFA Champions League: 2021
- UEFA Europa League: 2025
- UEFA Super Cup: 2021

Deutschland
- DFB-Pokal: 2023
- DFL-Supercup: 2023
- Meister der B-Junioren-Bundesliga Süd/Südwest: 2011

### Persönlich
Auszeichnungen
- FIFA-Konföderationen-Pokal: Goldener Schuh 2017
- Bester Torschütze der A-Jugend-Bundesliga: 2013 (als B-Jugendlicher)
- Fritz-Walter-Medaille in Gold: 2013 (Altersklasse U17)
- Fritz-Walter-Medaille in Silber: 2015 (Altersklasse U19)
- Wahl in die VDV 11: 2019/20
- Bundesliga-Spieler des Monats: November und Dezember 2019

Rekorde
- Jüngster Pflichtspieldebütant des VfB Stuttgart im Alter von 17 Jahren und 148 Tagen.
- Jüngster im DFB-Pokal eingesetzter Spieler des VfB Stuttgart im Alter von 17 Jahren und 151 Tagen.
- Jüngster in der Bundesliga eingesetzter Spieler des VfB Stuttgart im Alter von 17 Jahren und 164 Tagen.
- Jüngster Bundesligatorschütze des VfB Stuttgart im Alter von 17 Jahren und 200 Tagen.
- Jüngster Doppeltorschütze der Bundesliga im Alter von 17 Jahren und 249 Tagen.
- Jüngster Spieler mit 100 Bundesligaeinsätzen im Alter von 20 Jahren und 203 Tagen.[42]